# The Big One for One Drop 2018
Das Big One for One Drop 2018 war die vierte Austragung dieses Pokerturniers. Es wurde vom 15. bis 17. Juli 2018 im Rahmen der World Series of Poker 2018 im Rio All-Suite Hotel and Casino in Paradise am Las Vegas Strip ausgespielt und war mit seinem Buy-in von einer Million US-Dollar das teuerste Pokerturnier des Jahres 2018.

## Struktur

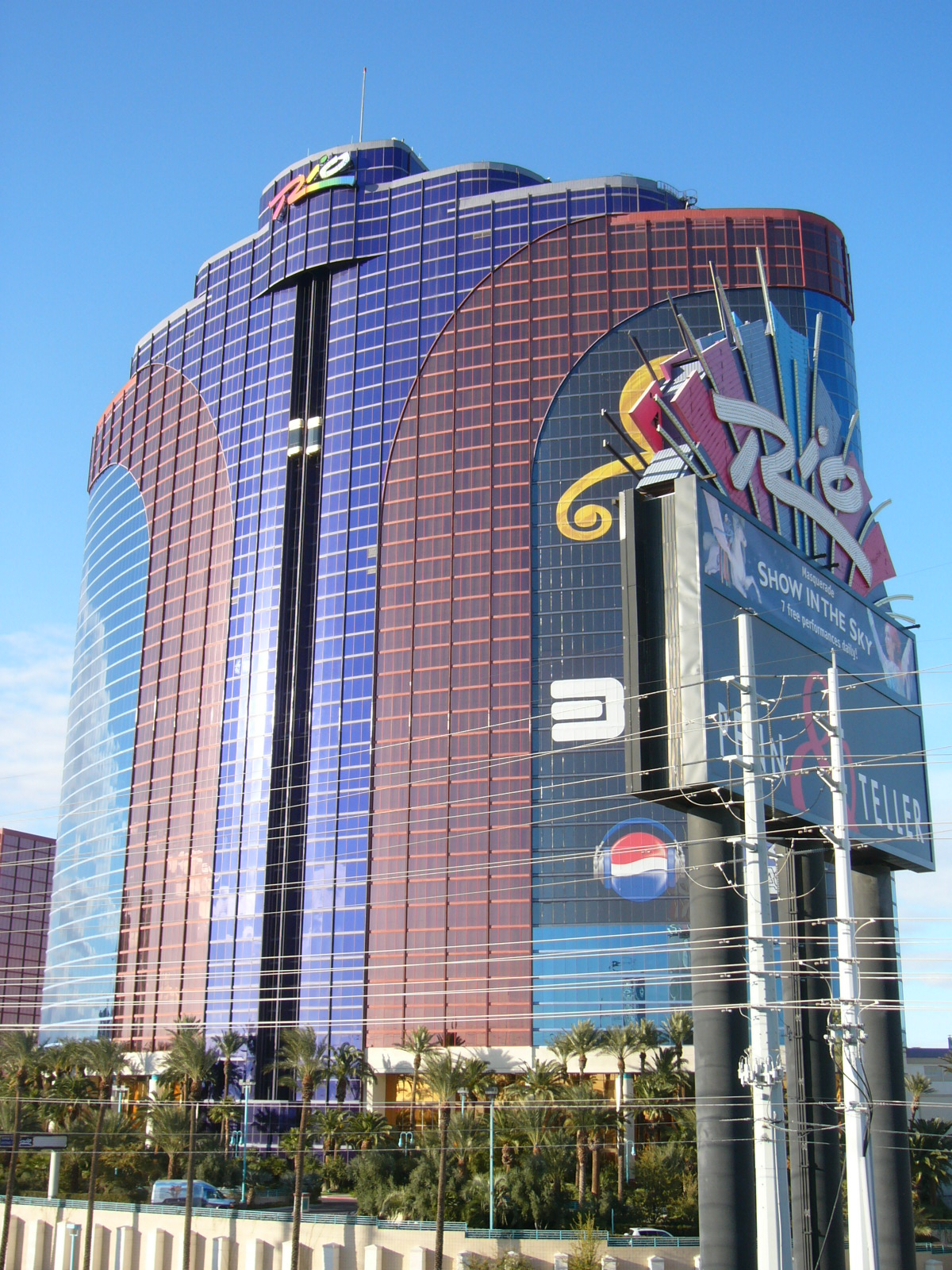
Das Rio All-Suite Hotel and Casino am Las Vegas Strip (2008)

Das Turnier in der Variante No Limit Hold’em war das 78. und damit letzte Event auf dem Turnierplan der WSOP 2018. Es fand vom 15. bis zum 17. Juli 2018 statt. Das Buy-in lag bei einer Million US-Dollar, wovon 80.000 US-Dollar an Guy Lalibertés One Drop Foundation gingen, die sich für bedingungslosen Zugang zu sauberem Trinkwasser in Krisengebieten einsetzt. Die Obergrenze an Spielern lag bei 48 Teilnehmern. Mitte Juni 2018 hatten sich bereits 30 Spieler einen Platz reserviert, darunter 22 professionelle Pokerspieler und 8 Geschäftsmänner. Schließlich registrierten sich jedoch nur 27 Spieler, die einen Preispool von knapp 25 Millionen US-Dollar generierten.

## Übertragung
Der US-amerikanische Fernsehsender ESPN und die kostenpflichtige Streaming-Website PokerGO übertrugen das Event ab dem zweiten Turniertag in Zusammenarbeit mit Poker Central live.

## Teilnehmer
Die folgenden 27 Spieler nahmen teil:
- Mikita Badsjakouski
- Justin Bonomo
- Stephen Chidwick
- David Einhorn
- Antonio Esfandiari
- Fedor Holz
- Phil Ivey
- Byron Kaverman
- Cary Katz
- Rainer Kempe
- Bryn Kenney
- Jason Koon
- Adrián Mateos
- Daniel Negreanu
- Dominik Nitsche
- David Peters
- Nick Petrangelo
- Brian Rast
- Rick Salomon
- Jake Schindler
- Erik Seidel
- Talal Shakerchi
- Matthew Siegal
- Dan Smith
- Steffen Sontheimer
- Leon Tsoukernik
- Christoph Vogelsang

## Ergebnisse

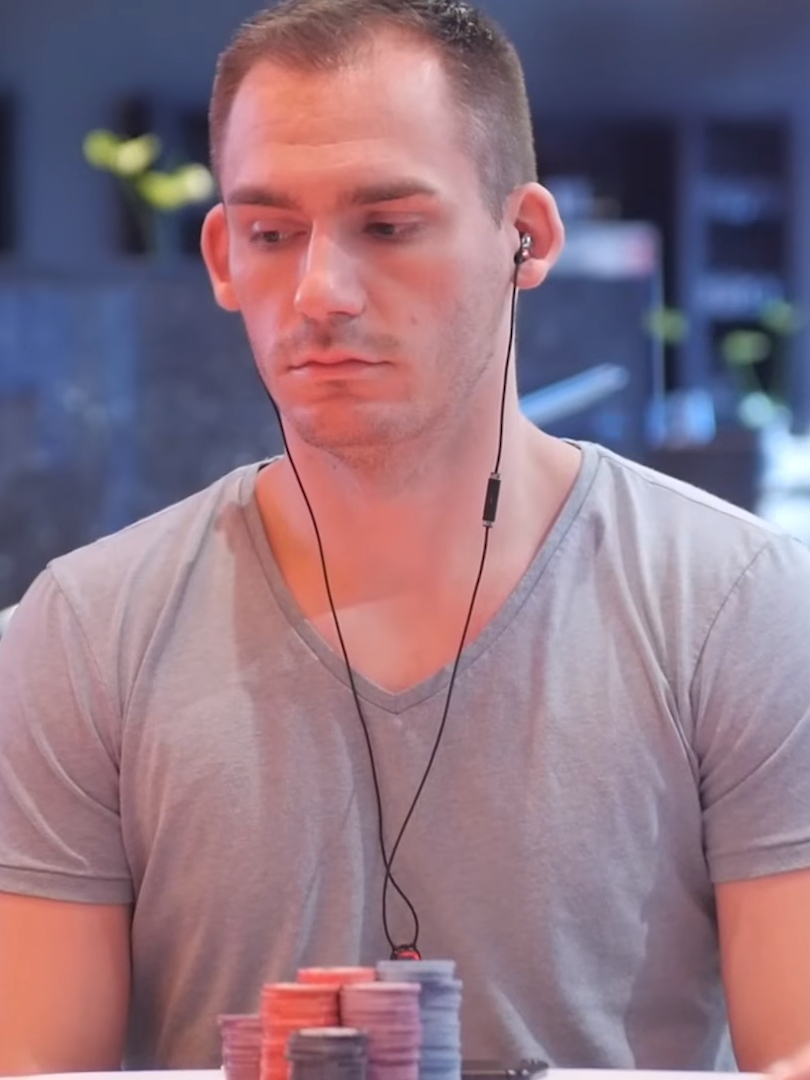
Justin Bonomo (2018)

Jeder Spieler erhielt einen Startstack von 5 Millionen Chips. Am ersten Turniertag registrierten sich 24 Spieler für das Event, wobei mit David Peters, Antonio Esfandiari, Isaac Haxton, Bryn Kenney und Jake Schindler fünf Spieler noch am selben Tag wieder ausschieden. Rick Salomon führte am Ende des Tages das Feld der verbliebenen 19 Spieler mit knapp 11,5 Millionen Chips an. In den ersten Levels des zweiten Tages war die Anmeldung noch geöffnet; mit Byron Kaverman, Rainer Kempe und Brian Rast nutzten drei Spieler diese Möglichkeit. Der Tag endete mit sechs verbliebenen Spielern, wobei Justin Bonomo mit einem Stack von knapp 50 Millionen Chips deutlicher Chipleader war.
Am Finaltisch schied zunächst David Einhorn aus, als er mit A♠ Q♥ auf einen Flop von 7♣ 5♣ 5♥ das All-In gegen Bonomos 7♦ 4♥ callte. Damit waren die Preisränge erreicht und die verbliebenen Spieler hatten ein Preisgeld von 2 Millionen Dollar sicher. Nur rund 15 Minuten später kam es zu einem großen Pot: Shortstack Kaverman stellte A♣ 5♣ All-In und erhielt einen Call von Fedor Holz’ 10♠ 10♣, der direkt hinter ihm saß. Im Big Blind saß Salomon, der zu diesem Zeitpunkt beinah so viele Chips wie Holz besaß und mit A♥ K♥ ebenfalls All-In pushte. Nach einiger Bedenkzeit machte Holz den Call, nahm beide Spieler auf einem Board von A♦ K♠ 2♣ Q♣ 10♦ mit einem Set auf dem River aus dem Turnier und übernahm die Führung in Chips. Weitere zwei Stunden später eliminierte Bonomo mit K♠ 10♥ Dan Smith aus dem Turnier, der all seine Chips mit Q♦ 10♦ in die Tischmitte gebracht hatte. In das entscheidende Heads-Up ging Holz mit einer kleinen Führung. Diese übernahm Bonomo jedoch wieder, als er mit 8♦ 4♦ auf Q♣ 4♣ 3♠ 8♥ 6♦ das All-In von Holz gecallt hatte und dieser mit K♠ J♦ lediglich einen Bluff zeigen konnte. In der finalen Hand gingen noch vor dem Flop alle Chips in die Mitte und Bonomo dominierte mit A♠ J♦ Holz’ A♣ 4♠, der sich auf dem Board nicht verbessern konnte. Bonomo, der im selben Jahr zuvor schon beide Super High Roller Bowls in Macau und Las Vegas, die Heads-Up Championship der WSOP sowie Preisgelder von knapp 15 Millionen US-Dollar gewonnen hatte, sicherte sich das bisher höchste Preisgeld seiner Pokerkarriere und überholte mit dem Hauptpreis von 10 Millionen US-Dollar Erik Seidel und Daniel Negreanu in der All Time Money List, die er anschließend bis August 2019 anführte.
| Platz | Herkunft           | Spieler        | Preisgeld (in $) |
| ----- | ------------------ | -------------- | ---------------- |
| 1     | Vereinigte Staaten | Justin Bonomo  | 10.000.000       |
| 2     | Deutschland        | Fedor Holz     | 06.000.000       |
| 3     | Vereinigte Staaten | Dan Smith      | 04.000.000       |
| 4     | Vereinigte Staaten | Rick Salomon   | 02.800.000       |
| 5     | Vereinigte Staaten | Byron Kaverman | 02.000.000       |